# Нижньотобольна сільська рада
Нижньотобо́льна сільська рада (рос. Нижнетобольный сельский совет) — сільське поселення у складі Білозерського району Курганської області Росії.
Адміністративний центр — село Нижньотобольне.
Населення сільського поселення становить 697 осіб (2017; 769 у 2010, 1036 у 2002).

## Склад
До складу сільського поселення входять:
| Населений пункт           | Населення, осіб (2002) | Населення, осіб (2010) |
| ------------------------- | ---------------------- | ---------------------- |
| Ачикуль, присілок         | 95                     | 65                     |
| Великий Заполой, присілок | 37                     | 25                     |
| Гагар'є, присілок         | 41                     | 25                     |
| Малий Заполой, присілок   | 143                    | 80                     |
| Нижньотобольне, село      | 495                    | 393                    |
| Охотино, присілок         | 43                     | 29                     |
| Польове, село             | 134                    | 112                    |
| Роздольє, присілок        | 48                     | 40                     |